# プルートボブ
プルートボブは、日本のお笑いコンビ。吉本興業所属。2007年7月結成。2012年3月12日解散。baseよしもとオーディションtryメンバー。

## メンバー
- プルートサワイ（沢井亮祐（さわい りょうすけ）、1984年4月11日 - ）
  - 向かって左、ツッコミ担当。
  - 大阪府出身。血液型A型。
  - 17歳から20歳までアメリカで過ごした帰国子女。リッジウッドハイスクール卒業。
  - 好きな言葉は「沢井亮祐は静かに暮らしたい」。
  - プルートの名前の由来は、リッジウッドハイスクール時代に仲の良かったロシア人のあだ名から。

- ボブ（中迫竜二（なかさこ りゅうじ）、1985年9月2日 - ）
  - 向かって右、ボケ担当。
  - 鹿児島県出身。血液型AB型。都城高校卒業。
  - 兄は、RSGレーシング&ドリーム北九州所属のロードレース国際ライダー、中迫申吏[2]。
  - 筋肉ムキムキの肉体を持ち、高校生の時から7年間トレーニングを毎日4時間続けている。そのトレーニングにはネタでも使用する筋肉ローラーマシンが使われている（2008年12月29日放送『オールザッツ漫才2008』より）。
  - 好きなテレビ番組は『銀魂』『暴れん坊将軍』『名探偵モンク』。
  - 正真正銘のチェリーボーイ（2010年10月1日現在）。
  - 口癖は「マジっすか」（『ロケみつ』でよく使うため）。
  - 第9回吉本陸上競技会の4.2195kmマラソンで初出場ながら優勝し、敢闘賞も受賞した。
  - 2015年度のシルクが自主制作するカレンダーに全裸モデルとして登場し[3]、そのエピソードを2014年12月30日放送の『八方・今田のよしもと楽屋ニュース』で浅越ゴエが披露。ボブは女性経験がなく、演技指導に手間取った事や撮影に前貼りを持参しなかった事などが挙げられる[4]。

## 概略
- ともに大阪NSC29期生。
- 出囃子はザ・パーマネンツの『愛のマッスル』。
- 2008年、『オールザッツ漫才2008』のFootCutバトルに初出場。ボブの肉体と甘いルックスとのギャップが注目を集めた。
- 2009年、毎日放送の深夜番組『ロケみつ〜ロケ×ロケ×ロケ〜』の企画「プルートボブのラーメン手押し車ブログ旅」に抜擢される。オファーされた時点で、それまでのテレビ出演がわずか3回という彼らにとっては初のレギュラー出演で、ロケも初めてとなる。しかし2009年7月16日放送分のコメント数が951件で、オンエアのクリア条件となる1000件に足りず、打ち切りとなった。
- 解散後は、ともにピン芸人として活動していたが、2014年7月、プルートサワイはお笑い界を引退、音楽活動に専念する[5]。

## 出演番組
- 千鳥のぼっけぇTV!（2008年11月26日、2009年1月7日、GAORA）
- 祝オープン!よしもと京橋花月丼!特盛生SP（2008年11月29日、読売テレビ） - 「最強30秒芸人決定戦」に出場
- 今ちゃんの「実は…」（2008年12月17日、朝日放送） - 「実は…芸人」として出演
- オールザッツ漫才2008（2008年12月29日、毎日放送） - FootCutバトルに出場（2回戦敗退）
- 麒麟の部屋（2009年1月27日、毎日放送）
- ロケみつ〜ロケ×ロケ×ロケ〜（2009年2月5日 - 2009年7月16日、毎日放送） - 「プルートボブのラーメン手押し車ブログ旅」コーナー
- ジャイケルマクソン（2009年2月18日、毎日放送） - ボブのみ『お仕置きマシーンボブ』として出演
- エンタの天使（2009年3月4日、日本テレビ） - キャッチコピーは「四次元のイマジネーション」
- あらびき団（2009年7月29日、TBS）
- マヨブラ流（読売テレビ）
- 水野真紀の魔法のレストラン（2009年8月12日、毎日放送） - ボブのみ『辛マッチョ』として出演
- 第9回吉本陸上競技会（2009年11月1日、毎日放送）
- 大炎上base 大晦日朝までナマSP!!（2009年12月31日、関西テレビ） - リポーターとして出演
- ゼッタイジャルっ!（2010年8月6日、関西テレビ） - プルートサワイのみ

## DVD
- 裏base NEXTブレイク芸人大集合2010（2010年4月28日、よしもとアール・アンド・シー）